# M/S Envik
M/S Envik är ett svenskt torrbulklastfartyg för cementfrakt. Hon lossar 400 ton/timme.
M/S Envik byggdes 1983 av Løland Verft i Leirvik i Sogn og Fjordane i Norge för Partek, för att frakta cement längs den finländska kusten. Hon seglar numera för Heidelberg Cement med cement från Slite till svenska fastlandet.
M/S Envik ägs av Eureka Shipping Ltd, tidigare ett dotterföretag till Cypernbaserade SMT Shipping, sedan 2018 ett samriskföretag mellan SMT Shipping och kanadensiska CSL Group.

## Bildgalleri

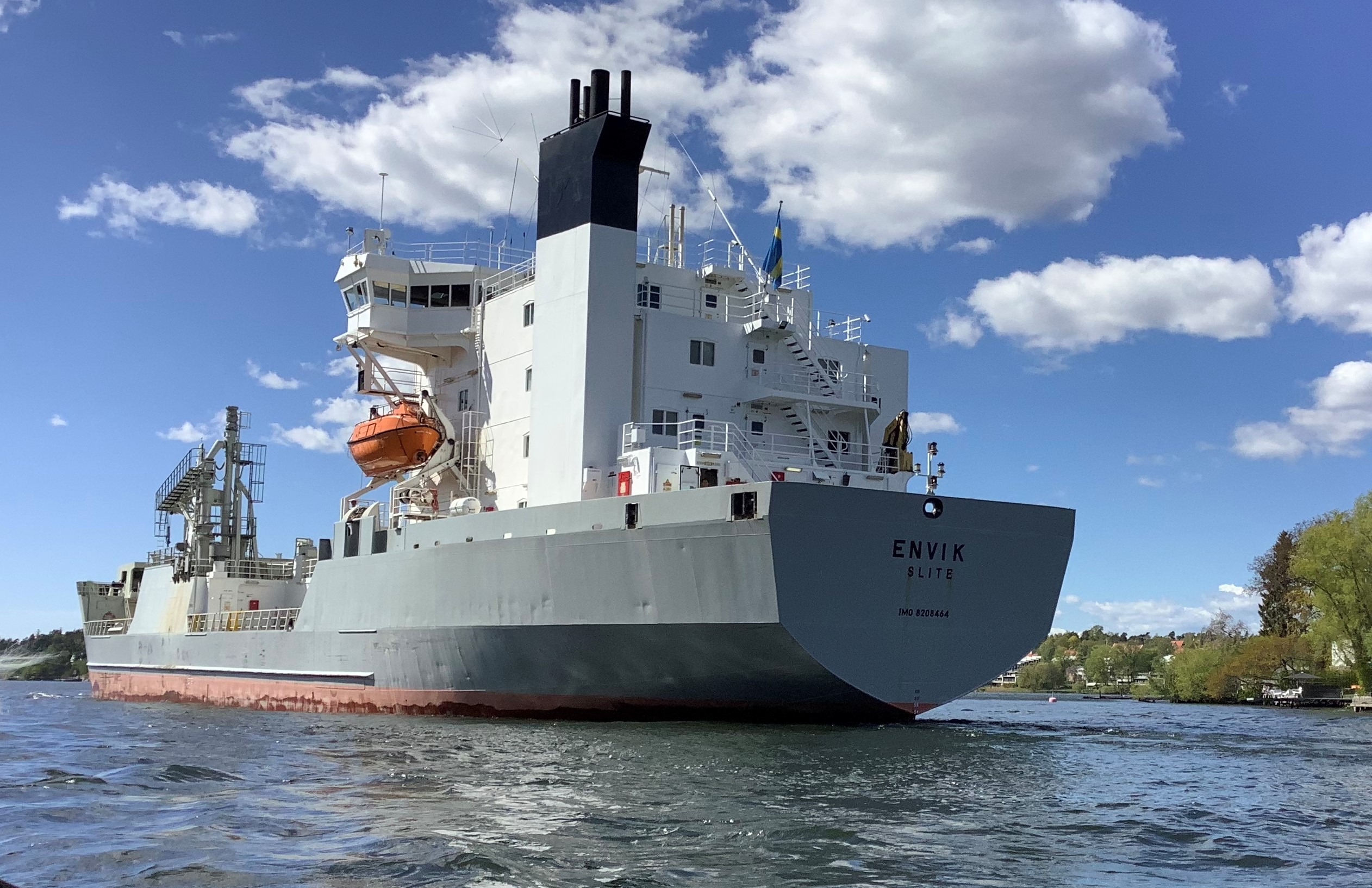
M/S Envik passerar Essingesundet, mellan Ekensberg och Stora Essingen
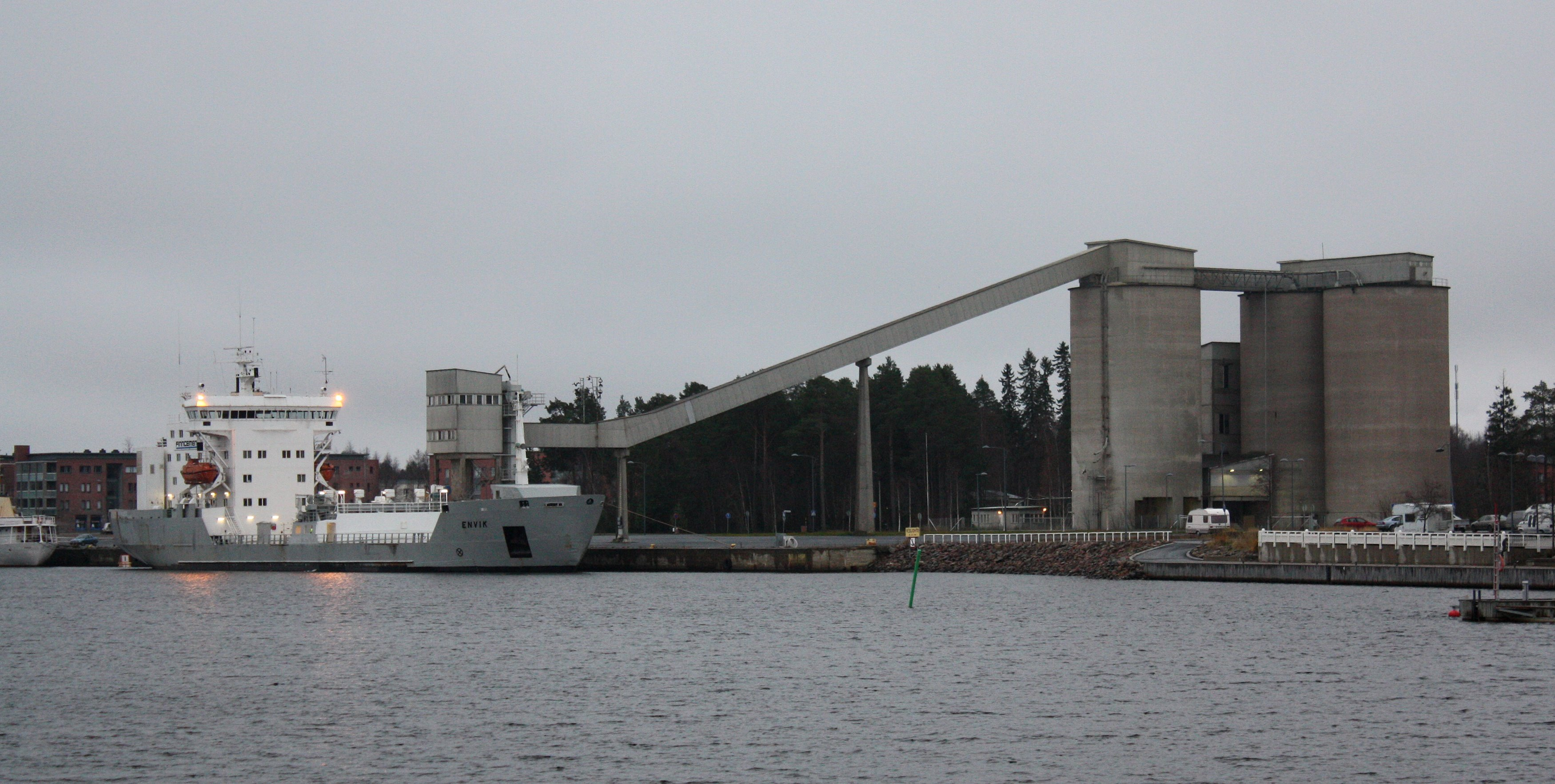
M/S Envik i Toppilahamnen i Uleåborg 2011